# Els Hostalets d'en Bas
Els Hostalets d'en Bas és un poble al terme de Sant Esteve d'en Bas, dins del municipi de la Vall d'en Bas (la Garrotxa) declarat bé cultural d'interès nacional.
El poble dels Hostalets es troba a l'esquerra del riu Fluvià, aigua amunt del poble de Sant Esteve d'en Bas, antic cap del municipi al qual pertanyia. Dels seus orígens resta l'antic hostal de Can Llonga. La disposició dels dos carrers que formen el poble -el carrer de Vic i el carrer de Teixeda-, que conflueixen a l'església de Santa Maria, respon a la funció inicial que tingué com a lloc d'hostalatge nascut a la vora d'un camí, el Camí Ral de Vic a Olot.
Les seves cases, de planta baixa, un o dos pisos i golfes, presenten una tipologia molt unitària, amb la teulada a dues vessants amb el carener paral·lel a la façana i un ràfec de força volada, que protegeix les balconades de fusta característiques. El material de construcció predominant és la pedra tot just desbastada en els murs, i ben escairada i buixardada en els muntants i les llindes, tot i que aquestes poden ser també de fusta.
A moltes llindes de les cases es repeteixen dates del segle xviii (1716, 1719, 1727, 1735), tot i que n'hi ha d'anteriors (1660). La restauració soferta pels Hostalets d'en Bas d'ençà de la declaració com a Conjunt Històrico-Artístic ha restat autenticitat a la seva fesomia agrària i pagesa.

## Història
La plana d'en Bas, situada al S. de la comarca de la Garrotxa, era el nucli central de les terres patrimonials dels vescomtes de Bas. El nucli dels Hostalets d'en Bas va sorgir el segle xviii entorn de l'antic Camí Ral de Vic a Olot pel Collsacabra.

## Galeria d'imatges

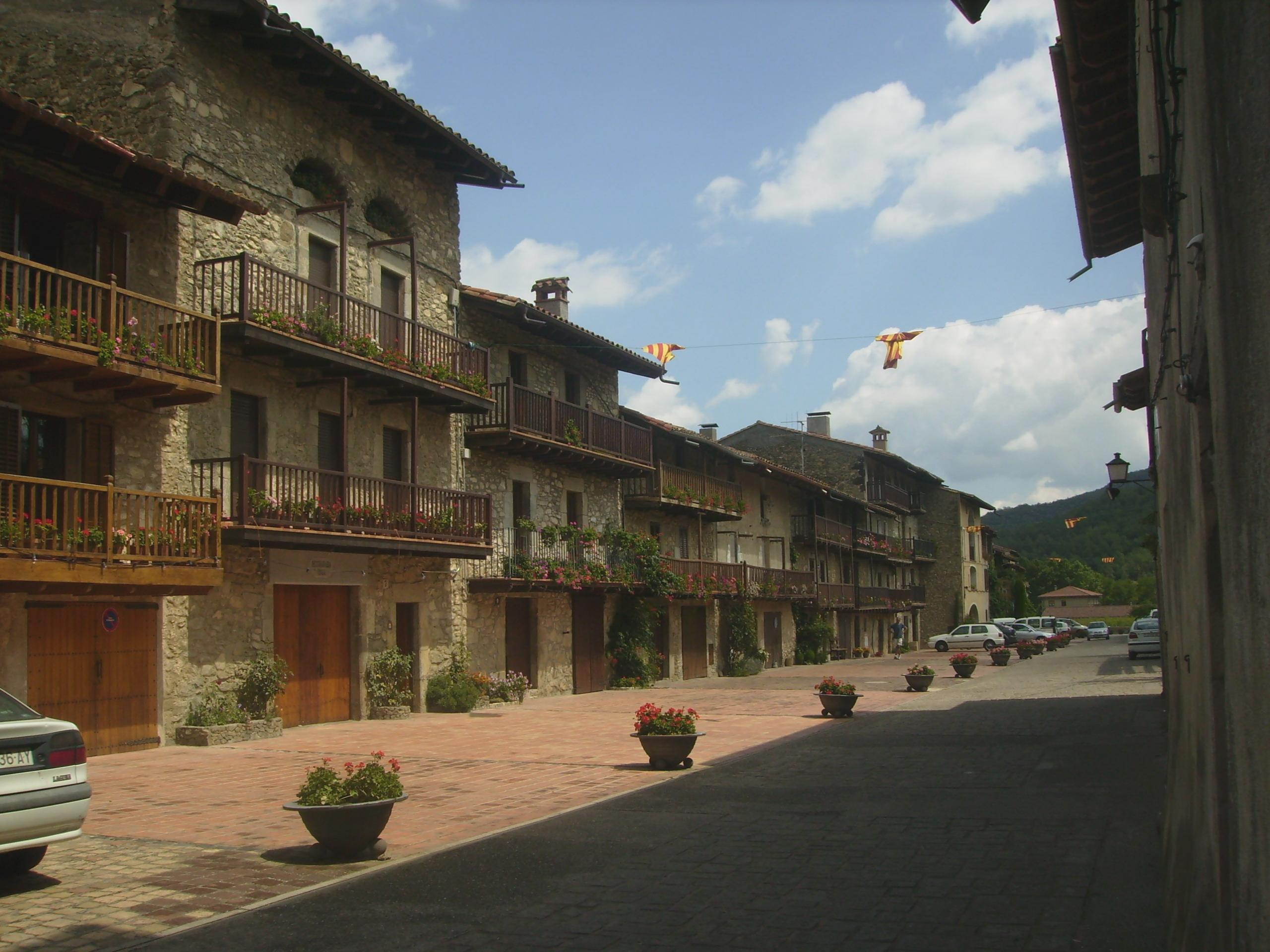
Carrer Teixeda
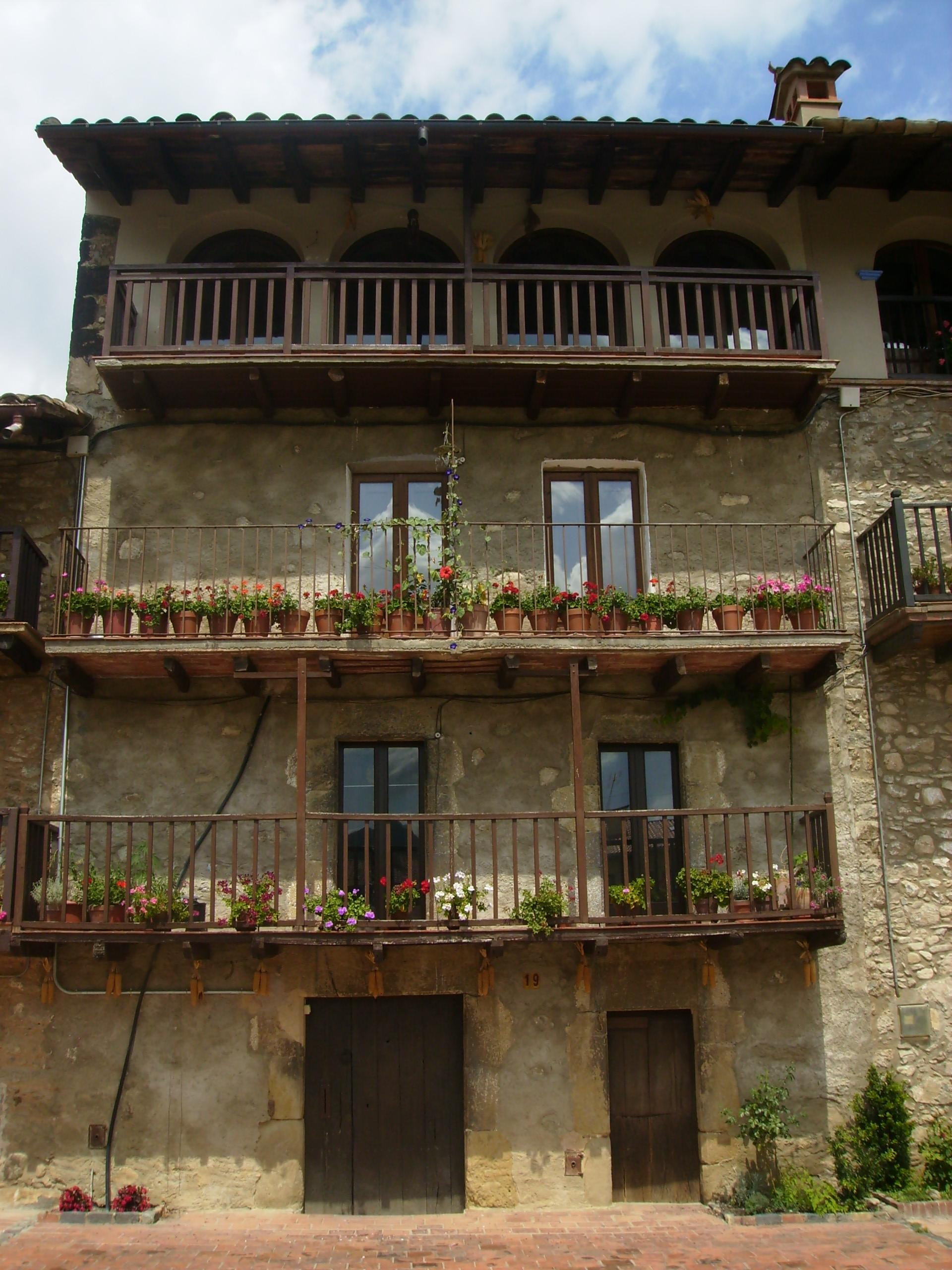
Carrer Teixeda
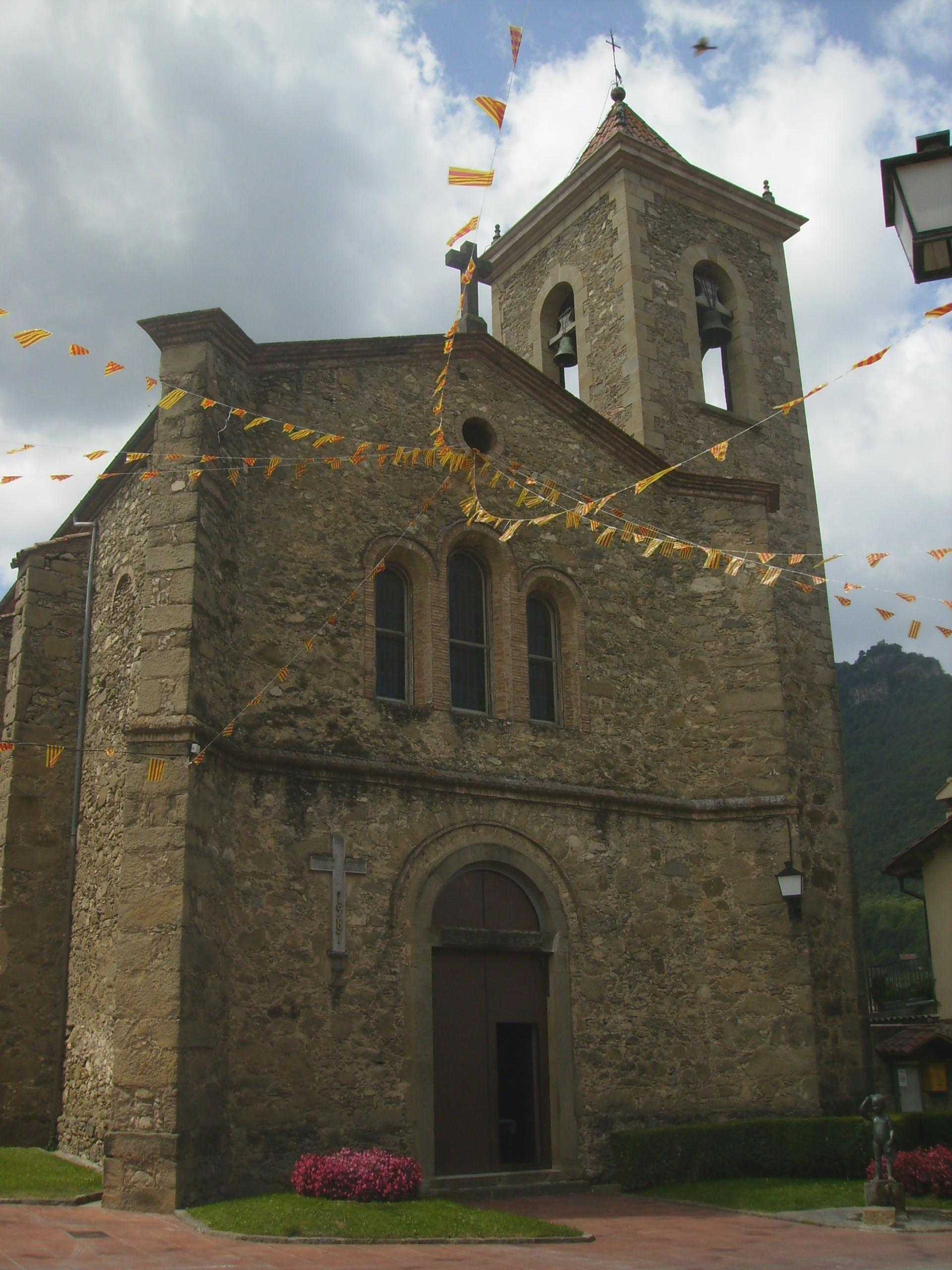
Església
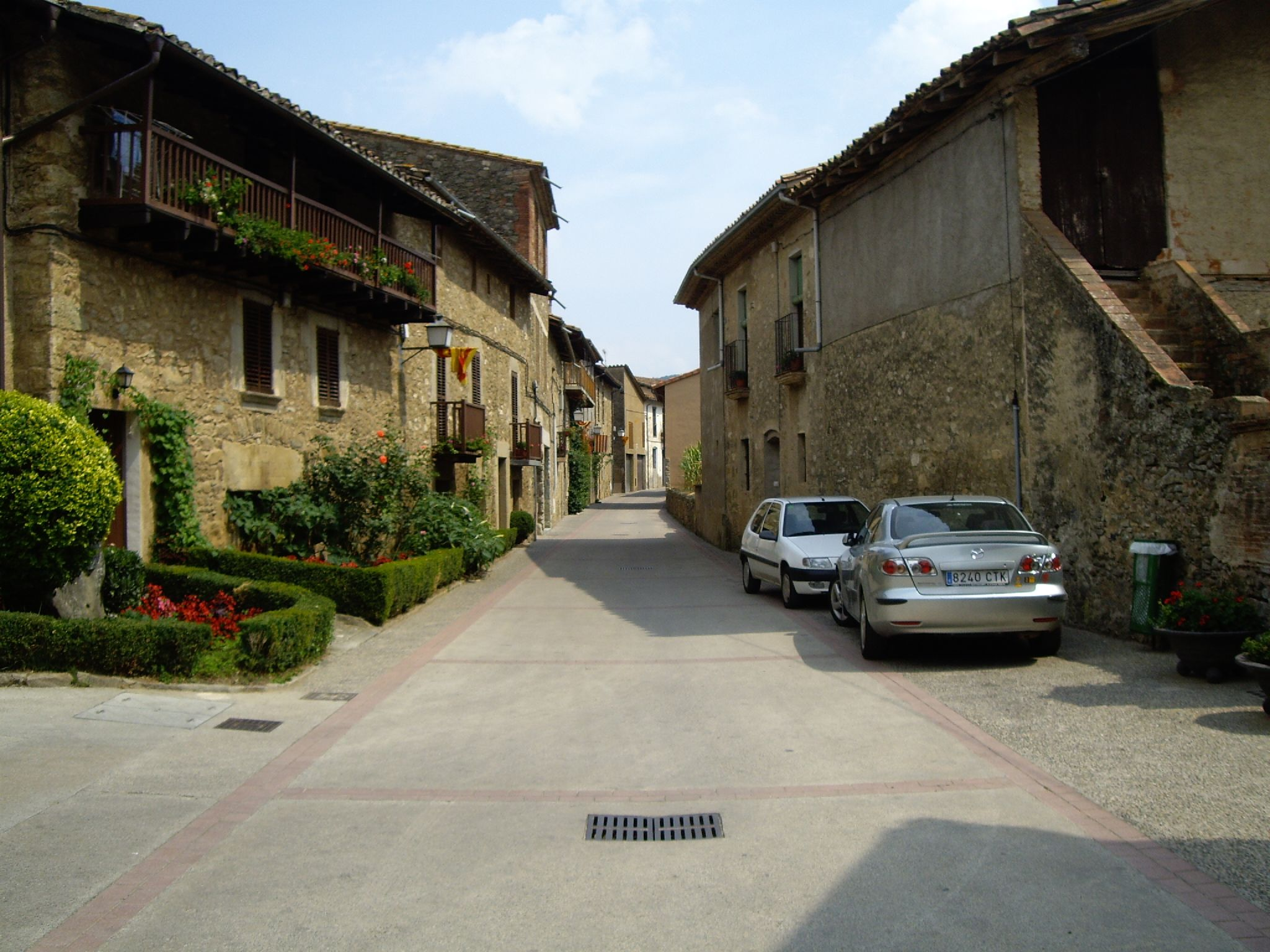